# Unterschwarzach (Bad Wurzach)
Unterschwarzach ist ein Stadtteil von Bad Wurzach im baden-württembergischen Landkreis Ravensburg in Deutschland.

## Geographie

### Lage
Unterschwarzach liegt vollständig innerhalb des Naturraums Riß-Aitrach-Platten (Naturraum-Nr. 41), der zur Großlandschaft Donau-Iller-Lech-Platte (Großlandschaft-Nr. 4) gehört. Die vorherrschende Bodengroßlandschaft ist das Altmoränen-Hügelland, welches durch glaziale Sedimente geprägt ist. Die typischen Bodentypen sind Braunerde-Parabraunerde aus Endmoränenablagerungen des Riß-Glazials.
Der Kernort Unterschwarzach befindet sich im Gewässereinzugsgebiet des Mühlbachs. Allerdings erstrecken sich Teile der Gemarkung auch über die Einzugsgebiete des Wengener Mühlbachs, des Ellbachs, der Rottum und der Umlach. Die Verteilung der Gewässereinzugsgebiete hat zur Folge, dass ein Teil des Oberflächenwassers der Gemarkung in die Nordsee, der andere Teil hingegen in das Schwarze Meer abfließt.
Der Lochgraben, ein Zufluss des Mühlbachs, führt durch Unterschwarzach.

### Gemeindegliederung
Zu Unterschwarzach gehören die Ortsteile Eggmannsried, Truliz und Adelshofen, sowie mehrere kleinere Weiler und Einzelsiedlungen. Das Gemarkungsgebiet von Unterschwarzach umschließt Oberschwarzach und das nordöstlich davon liegende Gebiet, die beide zur Gemarkung Dietmanns gehören. Die Mauchenmühle, obwohl auf der Gemarkung Unterschwarzach liegend, ist nur über einen schmalen Korridor direkt mit dem restlichen Gemarkungsgebiet verbunden.

## Geschichte
Der Name Unterschwarzach wird eher von der historischen Name Swarzahe 1192 erwähnt. Die frühe Existenz des Ortes lässt sich in Urkunden des Klosters St. Gallen und später Rot an der Rot nachweisen. Im Jahre 1446 kam der Ort in den Einflussbereich der Herrschaft Waldburg-Wolfegg-Waldsee. Nach der Säkularisation war 1811 Unterschwarzach selbständiger Ort im ehemaligen Oberamt Waldsee, danach ab 1934 als ehemaliger Kreis Waldsee umbenannt wird, ab 1938 zugehörig zum heutigen Landkreis Biberach, anschließend 1973 zum Landkreis Ravensburg angeordnet, bis es im Jahre 1975 eine Ortschaft der Stadt Bad Wurzach wurde.
Am 1. Januar 1975 wurde Unterschwarzach nach Bad Wurzach eingemeindet.

## Vereine
In dem Ort gibt es einen Musikverein und eine Narrenzunft. Die örtliche Blutreitergruppe beteiligt sich am jährlichen Blutritt nach Weingarten. Die TSG LJG Unterschwarzach besteht seit 1957 und beinhaltet außer dem Sportbereich auch die Landjugendgruppe.

## Bauwerke

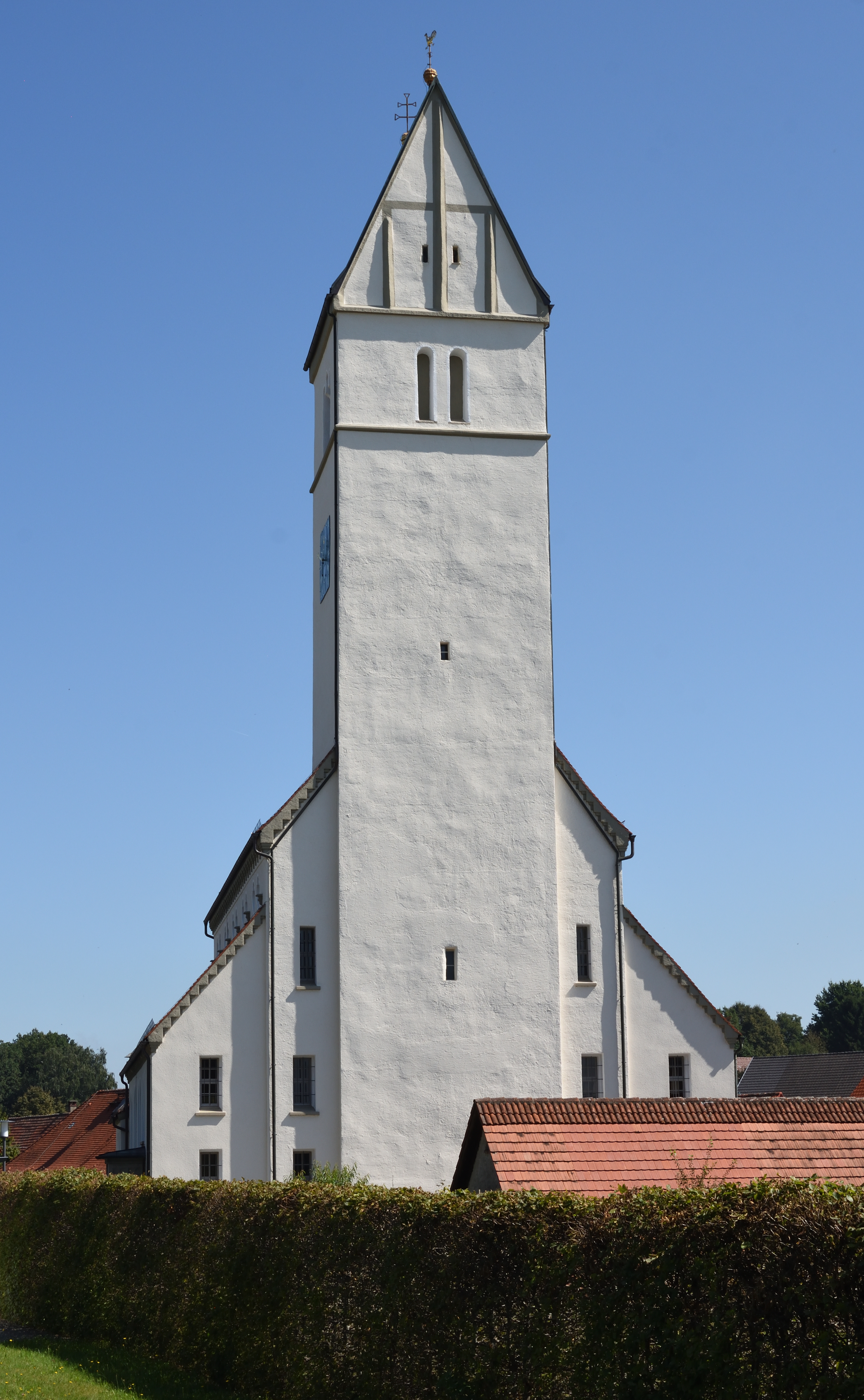
Pfarrkirche St. Gallus

In dem Ort befindet sich eine Grundschule mit Turn- und Festhalle. Die Pfarrkirche St. Gallus wurde bereits Ende des 13. Jahrhunderts erbaut und vereint unterschiedliche Baustile. Die kirchliche Gemeinde gehört zum Dekanat Allgäu-Oberschwaben, in der Diözese Rottenburg-Stuttgart.

## Infrastruktur
- Grundschule Unterschwarzach: Der Unterricht findet sowohl jahrgangsgemischt als auch in reinen Jahrgangsklassen statt.[8]
- Friedhof Unterschwarzach
- Spielplätze:
  - Spielplatz an der Grundschule: Befindet sich direkt beim Kommunikationszentrum und bietet eine Kletterlandschaft, Schaukel sowie ein Spielhaus mit Rutsche.[9]
  - Spielplatz St. Florian: Im Baugebiet St. Florian-Drosselweg gelegen, ausgestattet mit Rutsche, Wippe, Dreifachschaukel, Karussell, Balancierbalken, Bolzplatz, Klettergerät, Tischtennisplatte und Turnstangen.[9]
- Turn- und Festhalle Unterschwarzach: Bietet 324 Sitzplätze und 600 Stehplätze und wird für Schul- und Vereinssport sowie diverse Veranstaltungen genutzt.[10]
- Kommunikationszentrum: Dieses Gebäude beherbergt die Ortsverwaltung und verschiedene Vereinsräume.[11]

## Persönlichkeiten
- Eustachius Gabriel (1724–1772), Kirchenmaler des Barock, in Unterschwarzach geboren
- Johannes Elsäßer (* 1994), hier aufgewachsen